# Przylesie (Bydgoszcz)
Przylesie – osiedle Bydgoszczy leżące w Dzielnicy Wschodniej, stanowiące część tzw. Nowego Fordonu. Sąsiaduje z osiedlami: Bohaterów, Eskulapa i Akademickim.
Granice osiedla wyznaczają: od zachodu - ul. Korfantego, od północy - granica lasu na północ od ul. Pod Skarpą i Wańkowicza, od wschodu ul. Bołtucia (część zachodnia), Fiedlera oraz linia będąca przedłużeniem ul. Igrzyskowej na północ, a od południa ul. Akademicka.
Osiedle w większości stanowią bloki wielorodzinne.

## Historia i nazwa
Tereny osiedla zostały przyłączone do Bydgoszczy w 1973 roku wraz z przyłączeniem miasteczka Fordon. Bezpośrednie sąsiedztwo lasów od strony zachodniej i północnej spowodowało nazwanie osiedla „Przylesiem”.

## Ważniejsze obiekty
- Zespół Szkół nr 5 - przy ul. Generała Augusta Fieldorfa „Nila”[1]
- Przylesie graniczy z ulicą Bołucia, która jest już zaliczana do osiedla Bohaterów
- NZOZ Przychodnia Medycyny Rodzinnej „Nowy Fordon” - przy ul. Kleina

## Komunikacja
Przez Przylesie przejeżdżają następujące linie tramwajowe:
- 3 Wilczak – Łoskoń
- 5 Rycerska – Łoskoń
- 7 Kapuściska – Łoskoń
- 10 Las Gdański – Niepodległości
- 11 Niepodległości - Bielawy